# Неосяжний двір
«Неосяжний двір» (англ. The Big Front Yard) — науково-фантастична повість Кліффорда Сімака, вперше опублікована журналом «Astounding Science Fiction» в жовтні 1958 року.

## Сюжет
Історія про перетворення звичайного будинку на міжпланетний портал, створений інопланетними розвідниками, які, очевидно, взяли на себе завдання знаходити в космосі населені планети і з'єднувати їх одна з одною, тим самим дозволяючи цивілізаціям легко обмінюватися ідеями.
У сюжеті власник будинку торговець Хірам Тайн виявляє в будинку невеликих щуроподібних істот, які цікавим чином ремонтують та модернізують його речі та укріплюють перекриття будинку незнищенним матеріалом.
Знайшовши космічний корабель, похований на задньому подвір'ї, він виявляє, що передня частина його будинку вже не на Землі, а на дивній пустельній планеті, до якої зараз можна дістатися, лише проходячи через передні двері.
Невелике дослідження пустелі виявляє існування ще одного подібного будинку, який відкриває двері до дощової планети та стартових майданчиків з космічними кораблями, ідентичних тому, що приземлився на задньому дворі, деякі майданчики порожні, що може означати існування ще кількох подібних будинків.
Історія закінчується приїздом декількох прибульців з пустельної планети, та однієї з пов'язаних з нею, які прагнуть торгувати ідеями з новим членом універсальної «мережі-планет».
Виявляється, що розвідники будують портал в тому місці, де живе особа з задатками телепатії, для спрощення спілкування.